# Нова Деревня (Тверська область)
Нова Деревня (рос. Новая Деревня) — присілок в Бежецькому районі Тверської області Російської Федерації.
Населення становить 37 осіб. Входить до складу муніципального утворення Городищенське сільське поселення.

## Історія
Від 2005 року входить до складу муніципального утворення Городищенське сільське поселення.

## Населення
| 2008 | 2010 |
| ---- | ---- |
| 40   | ↘37  |